# Darlene Hooley
Darlene Kay Olson Hooley, född 4 april 1939 i Williston, North Dakota, är en amerikansk demokratisk politiker. Hon representerade delstaten Oregons femte distrikt i USA:s representanthus 1997-2009.
Darlene Olson avlade 1961 kandidatexamen vid Oregon State University. Hon arbetade sedan som lärare i Oregon. Hon gifte sig 1965 med John Hooley. Paret fick två barn: Chad och Erin. Äktenskapet slutade 1997 i skilsmässa.
Hooley besegrade sittande kongressledamoten Jim Bunn i kongressvalet 1996. Hon efterträdde Bunn i representanthuset i januari 1997. Hon omvaldes fem gånger. Hon efterträddes som kongressledamot av Kurt Schrader.
Hooley är lutheran.